# Бережанский повят
Бережанский повят — административно-территориальная единица Тарнопольского воеводства Польской Республики. Его столицей был город Бережаны. 1 августа 1934 года было произведено новое деление повята на сельские гмины.

## Сельские гмины в 1934 году
- Будиловская гмина
- Бищевская гмина
- Бережанская гмина
- Конюховская гмина
- Козовская гмина
- Куряновская гмина
- Нараевская гмина
- Потуторская гмина
- Малоплавучанская гмина

## Города
- Бережаны
- Козова

## Известные люди
- Ярослав Гунька (род. 19 марта 1925 года, Урмань) - украинско-канадский ветеран дивизии СС „Галичина“